# Nada más
Nada más es el primer álbum de estudio de la cantante española Conchita, lanzado al mercado en 2007. De éste se extrajeron sus singles "Tres segundos", "Nada que perder" y "Puede ser".

## Lista de canciones
| N.º | Título                         | Letras   | Duración |  |
| 1.  | «3 segundos»                   | Conchita | 03:33    |  |
| 2.  | «Puede ser»                    | Conchita | 02:58    |  |
| 3.  | «Nada que perder»              | Conchita | 04:22    |  |
| 4.  | «Promesas»                     | Conchita | 03:04    |  |
| 5.  | «Ahora qué» (con Antonio Vega) | Conchita | 02:43    |  |
| 6.  | «Un, dos, tres»                | Conchita | 03:25    |  |
| 7.  | «Dónde»                        | Conchita | 03:36    |  |
| 8.  | «Encaja mi corazón»            | Conchita | 03:10    |  |
| 9.  | «No salgas corriendo»          | Conchita | 03:05    |  |
| 10. | «Cómo te digo eso»             | Conchita | 03:39    |  |
| 11. | «Tonta»                        | Conchita | 02:28    |  |
| 12. | «Verás»                        | Conchita | 03:11    |  |
| 13. | «Algo bonito»                  | Conchita | 06:10    |  |

- Datos: Q6037330